# هيلاري ماسترز
هيلاري ماسترز (بالإنجليزية: Hilary Masters)‏ (3 فبراير 1928، كانساس سيتي في الولايات المتحدة - 14 يونيو 2015، بيتسبرغ في الولايات المتحدة)؛ كاتب وروائي أمريكي.